# Udo Ehling

Udo Ehling 1975

Udo Horst Ehling (* 27. August 1928 in Zehdenick; † 8. August 2010 in Berlin) war ein deutscher Genetiker.

## Leben
Udo Ehling wuchs in Zehdenick an der Havel in der Mark Brandenburg auf. Im Wintersemester 1949/50 begann er an der Freien Universität Berlin mit dem Studium der Biologie und Zoologie. Ab November 1952 war er Mitarbeiter am Max-Planck-Institut für vergleichende Erbbiologie und Erbpathologie in Berlin-Dahlem.
1956 erfolgte die Promotion mit der Arbeit: Untersuchungen zur hereditären Kataraktgenese beim Kaninchen unter besonderer Berücksichtigung der experimentellen Beeinflussung der Phänogenese. Von 1955 bis 1962 war Ehling wissenschaftlicher Assistent von Hans Nachtsheim am Max-Planck-Institut für vergleichende Erbbiologie und Erbpathologie. 1959/60 bekam er das US Public Health International Fellowship verliehen und ging ans „Mouse House“ des National Laboratory in Oak Ridge (ORNL), Tennessee (USA), unter Leitung von Alexander Hollaender, Liane B. Russell und William L. Russell. Bis Sommer 1961 wurde er in Oak Ridge weiterbeschäftigt.
Von 1961 bis 1963 war Ehling Leiter des Laboratoriums für Genetik im Institut für Strahlenforschung der Versuchs- und Ausbildungsstätte für Strahlenschutz in Neuherberg bei München, der späteren Gesellschaft für Strahlenforschung (GSF), unter Leitung von Otto Hug. 1963 ging Ehling abermals nach Oak Ridge und führte dort als Erster Versuche mit chemischen Mutagenen durch. Im folgenden Jahr wurde er zum Ehrenbürger des Staates Tennessee ernannt. 1968 kehrte er als Leiter der selbstständigen Abteilung für Genetik an das Institut für Biologie der Gesellschaft für Strahlenforschung nach Deutschland zurück und führte 1970 den Gründungskongress der „European Environmental Mutagen Society“ (EEMS) in Neuherberg durch. Seit Anfang der 70er Jahre erfolgte der Aufbau einer „Big Biology“ nach Oak Ridger Vorbild. 
Durch Innenminister Hans-Dietrich Genscher wurde Ehling in die Strahlenschutzkommission der Bundesregierung berufen. 1978 wurde er Leiter der Abteilung für Genetik und Geschäftsführender Vorstand des Instituts für Biologie der namenserweiterten Gesellschaft für Strahlen- und Umweltforschung. Ehling war Vizepräsident (1979–1981) und Präsident der European Environmental Mutagen Society (1981–1983). Seit 1969 war er Lehrbeauftragter an der TU München, wo er sich 1982 kumulativ im Fach Medizin habilitierte mit der Venia Legendi für Genetik, 1989 zum außerplanmäßigen Professor ernannt wurde und Vorlesungen über Humangenetik und Mutationsforschung hielt. Von 1986 bis zu seiner Pensionierung im Jahr 1993 war Ehling Direktor des Instituts für Säugetiergenetik der GSF.
Ehlings Nachlass, darunter seine Erinnerungen von 1928 bis 1993, liegt im Bayerischen Hauptstaatsarchiv (Sig.: „Bayerisches Hauptstaatsarchiv NL Ehling“).

## Werk
Ehling gilt als Pionier auf dem Gebiet der Mutagenitätsprüfung und Quantifizierung des genetischen Risikos als Folge des Einflusses von ionisierenden Strahlen und chemischen Substanzen auf das Erbgut des Menschen. Sein Konzept der direkten Schätzung der genetischen Risiken wurde 1977 vom United Nations Scientific Committee in the Effects of Atomic Radiation (UNSCAER) übernommen. Die zu erwartenden strahleninduzierten Mutationen nach dem Reaktorunfall von Tschernobyl sind geschätzt in: Strahlentherapie und Onkologie 163, 1987, S. 283–291. Es liegen über 230 Publikationen hauptsächlich in englischer Sprache vor.

## Schriften
- mit R. B. Cumming und H. Malling, Induction of dominant lethal mutations by alkylating agents in male mice, Mutation Research 5, 1968, S. 417–428.
- Methodik der Mutagenitätsprüfung I–IV, GSF-Bericht B 564/B 565/B 630/ B 667, 1975/1977.
- mit J. Favor, J. Kratochvilova, A. Neuhäuser-Klaus, Dominant cataract mutations and specific-locus mutations in mice induced by radiation or ethylnitrosourea, Mutation Research 92, 1982, S. 181–192.
- mit D. J. Charles, J. Favor, J. Graw, J. Kratochvilova, A. Neuhäuser-Klaus, W. Pretsch, Induction of gene mutations in mice: The multiple endpoint approach, Mutation Research 150, 1985, S. 393–401.
- Germ-cell mutations in mice: Standards for protecting the human genome, Mutation Research 212, 1989, S. 43–53.
- mit A. Neuhäusser-Klaus, Dominanter Letaltest mit Mäusen, in: R. Fahrig (Hg.), Mutationsforschung und genetische Toxikologie, Darmstadt 1993, S. 299–309.
- dies., Der spezifische Locustest mit Mäusen, in: R. Fahrig (Hg.), Mutationsforschung und genetische Toxikologie, Darmstadt 1993, S. 309–320.

## Auszeichnungen
- 1994: Preis der Gesellschaft für Umwelt-Mutationsforschung